# Hurricane (альбом)
Hurricane — восьмой студийный альбом американской певицы современной христианской музыки Натали Грант, выпущенный 15 октября 2013 года на лейбле Curb Records. Над созданием альбома певица работала с продюсером Берни Хермсом. Альбом достиг коммерческого успеха в чартах и получил признание музыкальных критиков.

## Композиции
Лаура Чемберс из Christian Music Review написала, что «Hurricane уносит вас в глубины её ума, сердца и души, предлагая ту же надежду, которую она нашла во Христе, всем, кто столкнулся с опасными временами». На сайте Christian Music Zine Джошуа Андре сказал, что релиз «уязвим, музыкально разнообразен и креативен». Мэтт Коллар, написавший для Allmusic, сказал, что на релизе звучит «страстная современная христианская поп-музыка», которой известна Грант, но при этом отметил, что «на этот раз Грант нашла приятный баланс между своими склонностями к электронной танцевальной музыке, балладами с фортепианным драйвом и корневым кантри». На сайте Louder Than the Music Джоно Дэвис сказал, что слушателя захватывают замечательные вокальные способности Грант, и заявил, что именно поэтому слушатели будут улыбаться, слушая альбом.

## Отзывы
| Оценки критиков        | Оценки критиков |
| Источник               | Оценка          |
| ---------------------- | --------------- |
| Allmusic               | [ 1 ]           |
| CCM Magazine           | [ 5 ]           |
| Christian Music Review | [ 2 ]           |
| Christian Music Zine   | 4.75/5          |
| Cross Rhythms          | [ 6 ]           |
| Indie Vision Music     | [ 7 ]           |
| Jesus Freak Hideout    | ·               |
| Louder Than the Music  | [ 4 ]           |
| New Release Tuesday    | [ 10 ]          |

Альбом получил положительные отзывы от музыкальных критиков. В журнале CCM Magazine Грейс С. Аспинуолл назвала альбом «хорошо подобранной коллекцией драгоценностей, а фирменный голос Грант вдохнул жизнь в эти песни […] доказывая, что Натали Грант со временем становится только лучше». Кроме того, Аспинуолл отметила, что «Hurricane — это просто радость». Кевин Дэвис из New Release Tuesday сказал, что для него «Hurricane представляет собой лучшее из прославленной карьеры Натали», и заявил, что «все треки выделяются». На Allmusic Мэтт Коллар назвал звучание «приятным». Основатель Cross Rhythms Тони Каммингс заявил: «Этот альбом — искренне поднимающая настроение поп-музыка высокого калибра».

## Список композиций
| №                   | Название                                               | Автор(ы) | Длительность |
| ------------------- | ------------------------------------------------------ | --- | ------------ |
| 1.                  | «Closer to Your Heart»                                 | Natalie Grant, Bernie Herms, Maureen McDonald, Rune Westberg                                                | 3:51         |
| 2.                  | «Hurricane»                                            | Matt Bronleewe, Grant, Cindy Morgan                                                                         | 3:28         |
| 3.                  | «For All of Us»                                        | Michael Farren, Richard Craig Felker, Jesse Robert Grisham III, Jason Christopher Killebrew, Joel Ray Purdy | 4:49         |
| 4.                  | «Whisper»                                              | Ashley Gorley, Grant, Herms                                                                                 | 3:52         |
| 5.                  | «Burn Bright»                                          | Grant, Herms, Stephanie Lewis, David Moffitt                                                                | 4:22         |
| 6.                  | «This Is Love»                                         | Bronleewe, Grant, Morgan                                                                                    | 3:45         |
| 7.                  | «Born to Be» (при участии Gary LeVox из Rascal Flatts) | Grant, Herms, Brett James                                                                                   | 3:57         |
| 8.                  | «Dead Alive»                                           | Kyle Lee, Sam Tinnesz                                                                                       | 3:12         |
| 9.                  | «When I Leave the Room»                                | Grant, Herms, Nichole Nordeman                                                                              | 4:34         |
| 10.                 | «In the End»                                           | Grant, Herms                                                                                                | 4:54         |
| Общая длительность: | Общая длительность:                                    | Общая длительность:                                                                                         | 40:39        |

## Чарты

### Еженедельные чарты
| Чарт (2013)                      | Высшая позиция |
| -------------------------------- | -------------- |
| США (Billboard 200)              | 17             |
| США (Billboard Christian Albums) | 1              |